# Johannes Oekolampad

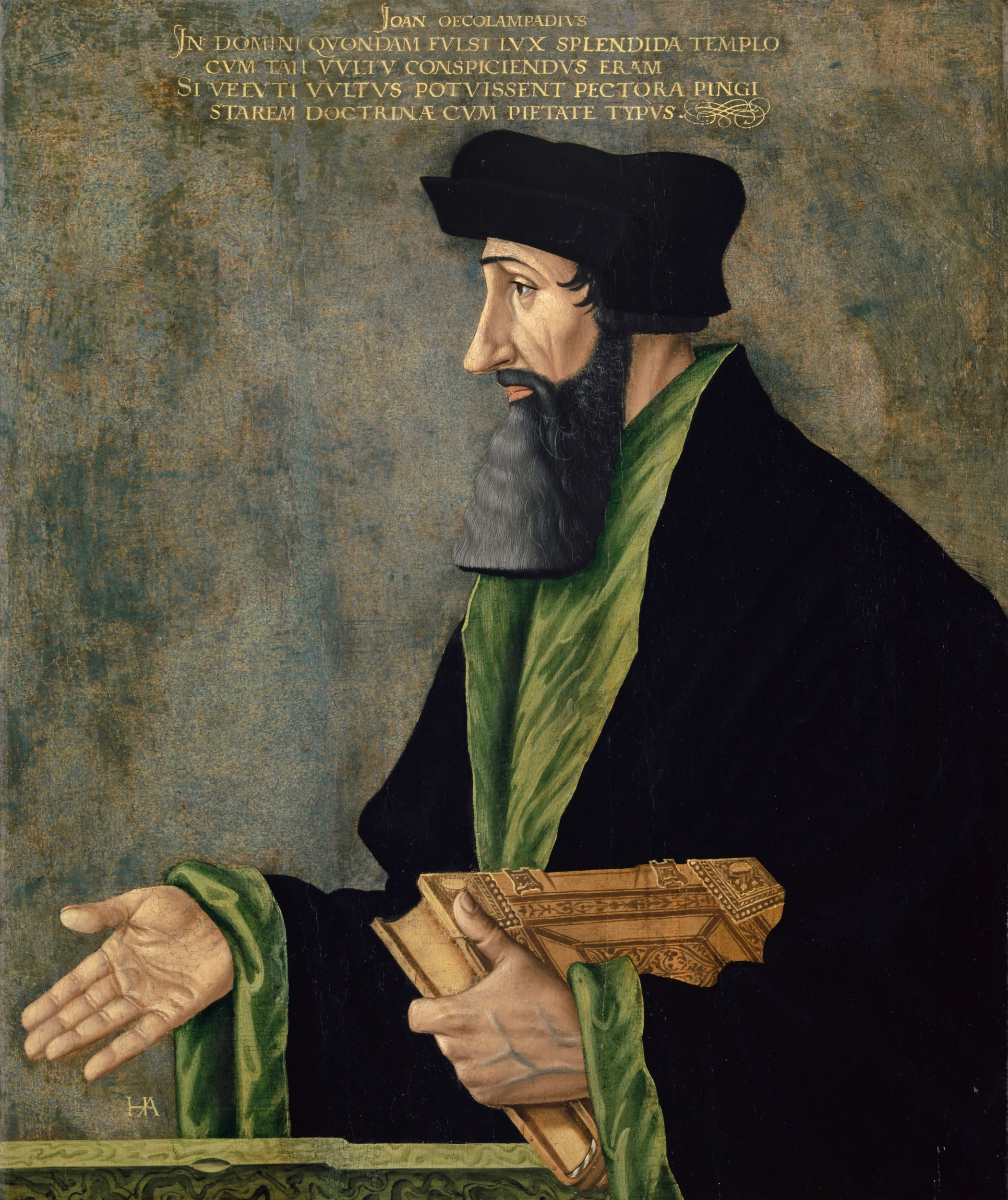
Hans Asper: Bildnis des Johannes Oekolampadius, um 1531/1550 (Kunstmuseum Basel)

Johannes Oekolampadius (auch Ökolampad oder Oekolampad; * 1482 in Weinsberg, Kurpfalz, gräzisiert von Johannes Heussgen; † 24. November 1531 in Basel, Schweiz) war ein Theologe, Humanist und der Reformator von Basel.

## Name
Der Geburtsname war Johannes Heussgen (auch Husschyn, Hussgen, Huszgen oder Hausschein geschrieben), den er, wie in dieser Zeit unter Humanisten üblich, von der Form Hausschein ausgehend ins Griechische übersetzte (οἶκος oîkos ‚Haus‘ und λαμπάς lampás ‚Lampe‘).

## Leben

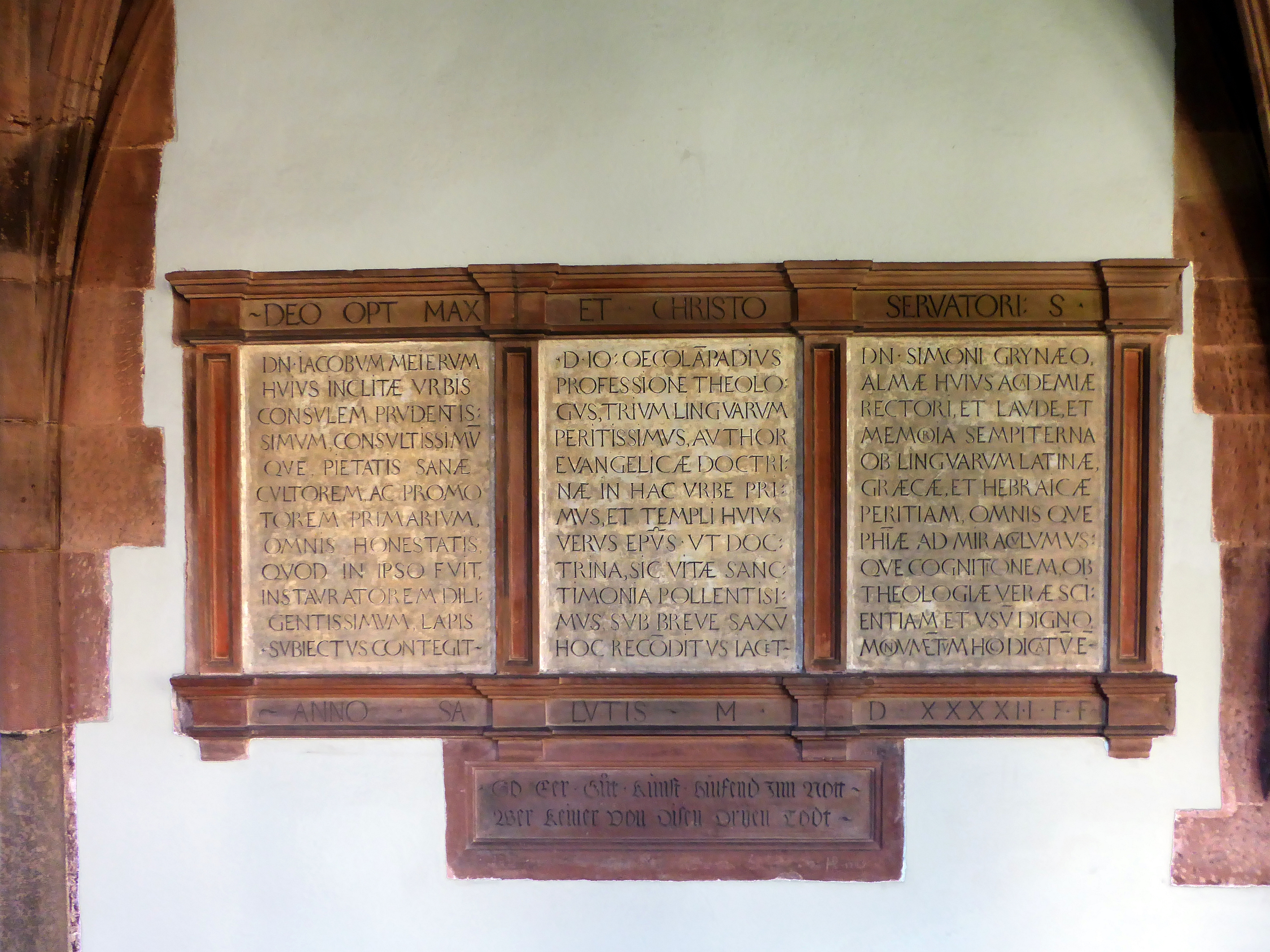
Epitaph im Kreuzgang des Basler Münster für Jakob Meyer zum Hirzen (1473–1541), Johannes Oekolampadius und Simon Grynaeus

Johannes Oekolampadius wurde in der damals kurpfälzischen (seit 1504 württembergischen) Stadt Weinsberg geboren. Der Geburtsname war Johannes Heussgen, den er, wie in dieser Zeit unter Humanisten üblich, ins Griechische übersetzte (οἶκος oîkos ‚Haus‘ und λαμπάς lampás ‚Lampe‘). Sein Vater war ein angesehener und wohlhabender Bürger, die Mutter entstammte einem Basler Ratsherrengeschlecht der Pfister.
Er besuchte die Elementarschule in Weinsberg und dann die Lateinschule in Heilbronn. Ab 1499 studierte Oekolampadius in Heidelberg, Tübingen und Stuttgart Theologie, Hebräisch und klassische Sprachen und schloss 1503 als Magister ab. Danach studierte er in Bologna Rechte, kehrte jedoch bald nach Heidelberg zurück, wo er 1510 sein Theologiestudium beendete und wahrscheinlich zum Priester geweiht wurde. In der Zwischenzeit von 1506 bis 1508 war er Prinzenerzieher beim Kurfürsten und Pfalzgrafen Ludwig V. in Mainz. 1510 stifteten die Eltern von Oekolampadius eine Prädikatur (Predigerstelle) an der Johanneskirche in Weinsberg, die ihr Sohn übertragen bekam. Dort erregte er mit seinen reformorientierten Predigten Anstoss und verliess daher im Jahr 1518 die Stadt.

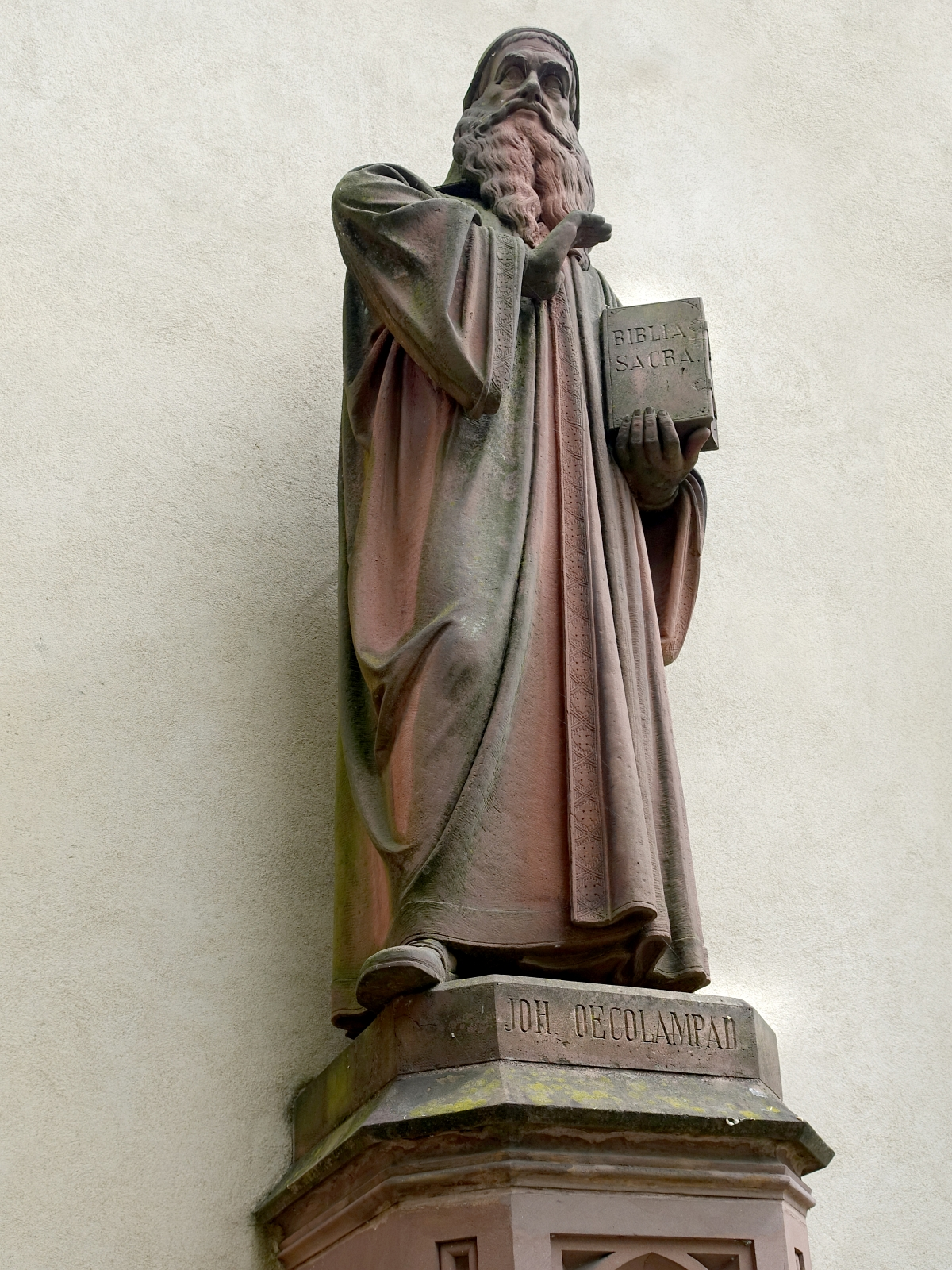
Oekolampadius-Denkmal vor dem Münsterkreuzgang in Basel, Skulptur aus Buntsandstein

Bei seinen Studienaufenthalten in Tübingen, Stuttgart und Heidelberg wurde er mit den Humanisten Johannes Reuchlin, Philipp Melanchthon und Wolfgang Capito bekannt. 1515 ging Oekolampadius auf Einladung von Johannes Froben nach Basel, wo er Mitarbeiter von Erasmus von Rotterdam bei der Edition des Novum Instrumentum omne wurde, an der Universität zum Doktor der Theologie promoviert wurde und eine griechische Grammatik sowie Übersetzungen patristischer Schriften veröffentlichte.
1518 wurde er durch Capito als Poenitentiarius ans Basler Münster berufen, bald darauf an den Dom in Augsburg, wo kurz vorher das zur Disputation «ausgeartete» Verhör zwischen Martin Luther und Thomas Cajetan stattgefunden hatte. Bis dahin der Tradition von Erasmus verpflichtet, studierte er die Schriften Luthers, geriet deshalb mit Johannes Eck aneinander und zog sich 1520 in das Kloster Altomünster zurück. Dort übersetzte er weitere Kirchenväter und kam so weit, dass er sich der Lehre der Rechtfertigung durch den Glauben allein anschloss und seinen Standpunkt in zwei Schriften veröffentlichte. Darauf musste er das Kloster verlassen und wurde Burgkaplan auf der Ebernburg bei Franz von Sickingen, wo er die Reformatoren Martin Bucer, Johannes Schwebel und Kaspar Hedio kennenlernte.
1522 liess er sich endgültig in Basel nieder, wo er weitere patristische Schriften übersetzte und eine umfangreiche Vorlesungs- und Predigttätigkeit entfaltete. Jakob Meyer zum Hirzen (1473–1541), der ab 1530 Bürgermeister von Basel und der Urgrossvater von Wolfgang Meyer war, befreundete sich mit Oekolampadius und wurde zu seinem treuen Weggefährten.
Ab 1523 gab er öffentliche Vorlesungen über die biblischen Propheten, wurde bald darauf gegen den Willen des Fürstbischofs zum Professor ernannt und 1525 schliesslich Leutpriester in der Martinskirche, wo es am 1. November 1525 zum ersten evangelischen Abendmahl in Basel kam.
Es folgten harte Auseinandersetzungen, auch mit Erasmus, und Kontakte mit Huldrych Zwingli, Martin Bucer und Martin Luther. Bei der Abendmahlsfrage schloss sich Oekolampadius der Sichtweise Zwinglis an. 1526 war er der Führer der Reformierten auf der Badener Disputation und führte das Gespräch gegen Johannes Eck. Doch der alte Glaube behielt hier noch das Übergewicht. 1528 nahm er mit Zwingli an der Berner Disputation teil, die der Reformation in der Schweiz zum Durchbruch verhalf.
Oekolampadius genoss hohes Ansehen, hatte jedoch nie eine so einflussreiche Stellung wie Zwingli in Zürich, zumal Basel Bischofssitz war. Durch Druck der Bevölkerung kam es 1525 zur Säkularisation einiger Klöster, 1528 zur Glaubensfreiheit für die Reformierten und 1529 zur Abschaffung des katholischen Gottesdienstes.

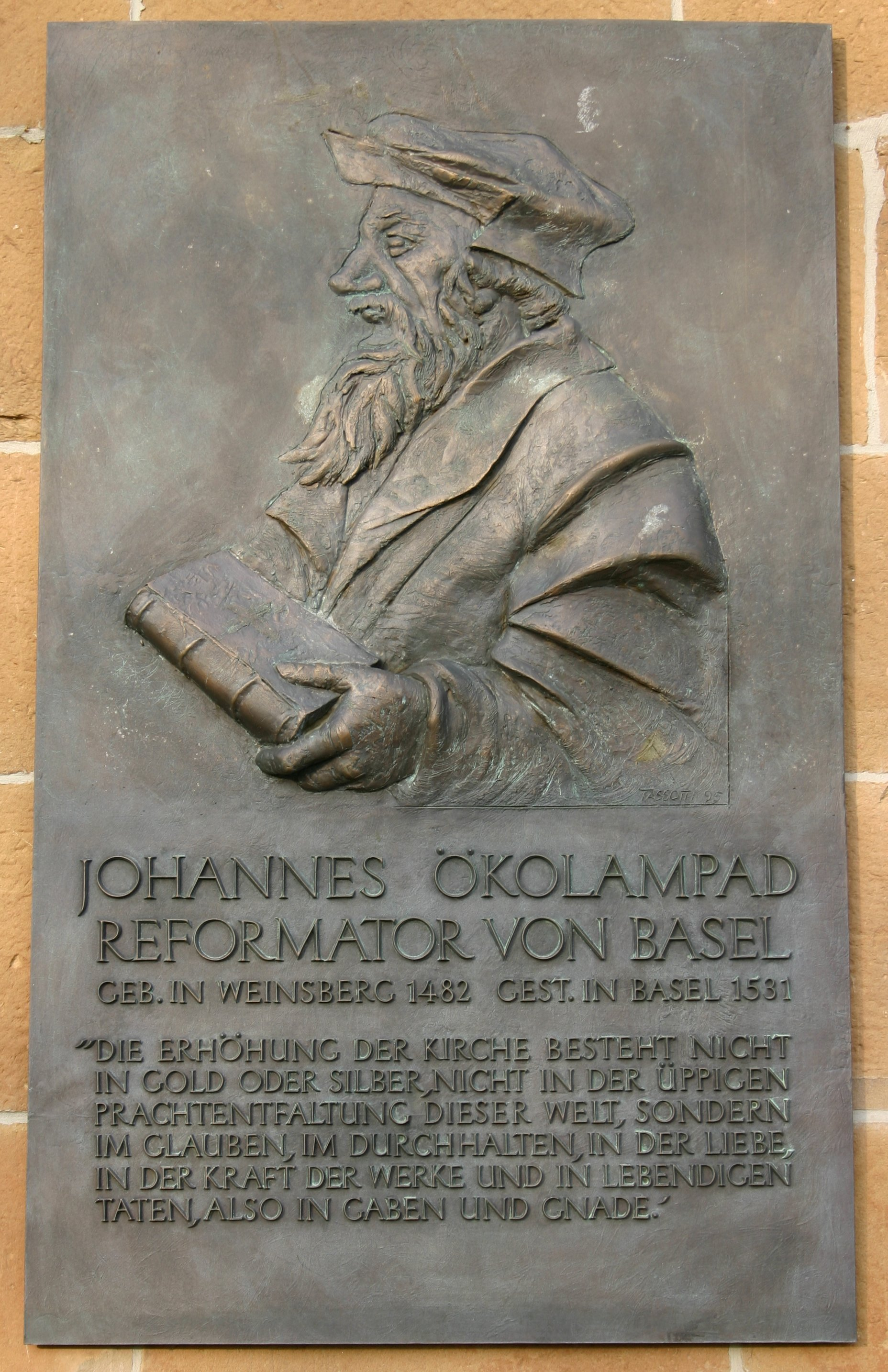
Gedenktafel für Johannes Oekolampadius, nach einem Bronzeguss von Kurt Tassotti, an der Weinsberger Johanneskirche. Ein weiteres Exemplar dieses Bronzegusses wurde an der Oekolampadius-Kirche in Basel angebracht

1528 bestritt Oekolampadius mit Zwingli die Berner Disputation. Ab 1529 war er Antistes der reformierten Kirche von Basel, behielt aber auch seine Bibelprofessur bei. An der Seite Zwinglis nahm er am Marburger Religionsgespräch teil, akzeptierte jedoch die von Zwingli abgelehnte Konkordienschrift Martin Bucers. Auf fünf Synoden (1529 bis 1531) bemühte er sich um die Kirchenlehre (Katechismus) und die Kirchenordnungen (Kirchenzucht), die er einem vom Rat unabhängigen Presbyterium übergeben wollte. Doch kam es zu Bannbehörden, die Predigt und Abendmahlszwang durchführten und ein grausames Gericht an den Täufern vollzogen.
Im Jahr 1531 – wenige Wochen nach dem Tod von Zwingli – starb Oekolampadius. Sein Grab befindet sich im Basler Münster. Sein Nachfolger als Professor und Pfarrer wurde der Reformator Oswald Myconius.

## Familie
1528 heirateten Johannes Oekolampadius und Wibrandis Rosenblatt. Der Ehe entstammten drei Kinder. Nach Oekolampadius' Tod und einer fünfmonatigen Witwenzeit schloss Wibrandis eine zweite Ehe mit dem 26 Jahre älteren Witwer Wolfgang Capito (1478–1541). Nach dessen Tod heirateten Wibrandis Rosenblatt und Martin Bucer (1491–1551) im Jahr 1542. Sie überlebte alle drei Reformatoren und starb 1564.

## Ehrungen
1862 wurde am Kapitelhaus an der Rittergasse in Basel ein von Ludwig Keiser geschaffenes Denkmal für Oekolampadius errichtet, das 1885 vor den Kreuzgang des Basler Münsters versetzt wurde. Aus dem vorangegangenen Wettbewerb hat sich einzig das Modell von Ferdinand Schlöth erhalten.
Eine der Basler Kirchgemeinden (Oekolampad-Gemeinde) sowie eine Strasse in Basel sind nach Oekolampadius benannt. Die Evangelische Kirche in Deutschland erinnert mit einem Gedenktag am 24. November im Evangelischen Namenkalender an ihn.

## Schriften (Auswahl)
- Predigten über die Passion Jesu Christi, 1512.
- Über das Ostergelächter, 1518.
- Ährenlese der griechischen Literatur, 1518.
- Über die Messe in deutscher Sprache, 1522.
- Über das Almosengeben, 1523.
- Ein Betbüchlein und Erklärung des Vater unser, 1523.
- Theophylacti Archiepiscopi Bulgariæ, in quatuor Euangelia enarrationes, Ioanne Oecolampadio interprete. Andreas Cratander, Basel 1524, urn:nbn:de:hbz:061:1-20683.
- Über die Wiedertaufe, 1525.
- Vom Abendmahl, 1526.
- Der Prophet Maleachi, 1526.
- Von den Heiligen, 1526.
- Volksfaßliche Vorträge über den ersten Brief Johannis, Aus dem Lateinischen übersetzt von Raget Christoffer. 1850 (Neudruck 2017).